# Hanul Gabroveni
Hanul Gabroveni este un monument de arhitectură din București, situat pe strada Lipscani. Clădirea a fost construită între anii 1804 și 1818.

## Istoric
Literatura de specialitate atribuie Hanul Gabroveni lui Constantin Mavrocordat, pornind de la însemnările francezului Jean Claude Flachat din 1739. Fostul secretar domnesc notează în memoriile sale că fiul lui Nicolae Mavrocordat, Constantin, a înălțat, ca să-și veșnicească gloria în toată strălucirea ei, un "bezesten", care nu poate fi ocupat decât de negustori străini, greci, turci, sau unguri, dar nici unul din aceștia nu se poate așeza aici pentru totdeauna. Flachat nu dă nici un indiciu asupra localizării acestei construcții. Asociindu-se termenul de bezesten, care înseamnă o clădire pătrată, un fel de hală, cu aspectul Hanului Gabroveni, s-a presupus atribuirea acestui edificiu operei ctitoricești voievodale din cel de-al patrulea deceniu al secolului al XVIII-lea. Deși datat de unii istorici ca fiind construit în 1739, conform cercetărilor arheologice și documentelor de epocă păstrate, Hanul Gabroveni a fost ridicat între 1804-1818 pe locuri ocupate anterior de case mai modeste realizate din cărămidă, ale căror vestigii au fost constatate în cadrul cercetărilor arheologice sub nivelul pivniței hanului. 
La începutul secolului XX, în perioada în care Bucureștiul era sub influență franceză, hanul a fost redenumit Hotel Gabroveni-Universal. În timpul regimului comunist clădirea a fost utilizată în scop comercial. Imediat după Revoluția din 1989 guvernul a concesionat clădirea unor societăți comerciale, care ar fi trebuit să prezinte un plan de reabilitare. Acest lucru nu s-a întâmplat, iar în 1997 s-a demarat o serie de procese în instanță între concesionari și Primărie. În 1999 prin sentință judecătorească, municipalitatea a obținut evacuarea imobilului. Între anii 1998 și 1999 Ministerul Culturii a intervenit prin lucrări de conservare și consolidare, care au fost însă stopate. În 2009, hanul Gabroveni a intrat într-un program de reabilitare, terminat în 2014 și care a constat în reconversia să în Centru Cultural printr-un proiect în valoare de 37 de milioane de lei.„Hanul Gabroveni, inaugurat după restaurare de 37 mil. lei”. Wall-Street.ro. 18 septembrie 2014. Accesat în 23 septembrie 2014. Acțiunea s-a desfășurat în urma unui concurs de arhitectură ce prevedea reabilitarea și extinderea cu un nou corp de clădire, amplasat pe o parcelă învecinată.

## Descriere
Hanul Gabroveni se află situat în centrul istoric al capitalei între stradă Lipscani și stradă Gabroveni. La nivelul Bucureștiului, această zonă se regăsește la limita sudică a centrului orașului și constituie o mare parte a centrului istoric al Capitalei. Aceasta menține încă în cea mai mare parte imaginea cartierului comercial cu atmosfera de „stradă mare” tipică secolului XIX. Hanul a fost construit într-o zona apropiată Curții Domnești. Până la începutul secolului al XIX-lea în această zona se aflau zidite încă din secolele XV-XVII locuințe ale orășenilor în apropierea cetății Bucureștilor. În perioada anilor 1802-1804 orașul trece printr-o perioada de dezvoltare comercială. Că urmare apare și Hanul Gabroveni. Se pare că această clădire aduce în peisajul orașului pentru prima dată elementul „pasaj”. La parter se aflau prăvălii pentru vânzarea cu amănuntul a produselor textile. Accesul în acest culoar lung de aproape 507 m în față prăvăliilor boltite se făcea doar pe la capetele lui prin porțile din stejar masiv închise cu feronerie de fontă. Către mijlocul secolului XIX clădirea se află într-una din perioadele sale de maximă prosperitate și faima negustorească. Și după război clădirea și-a păstrat parțial caracterul comercial. În 1968 și ulterior s-au întreprins diverse studii pentru restaurarea și refuncționalizarea complexului arhitectural, studii și intenții care nu s-au materializat.
Hanul se înscrie într-un plan ușor trapezoidal cu laturile longitudinale paralele care delimitează o curte interioară lungă de 24,60 m și lată de 4,80 m. Laturile de nord și de sud sunt obturate de porțile de acces acoperite cu bolți avella, cea dinspre Lipscani având cinci bolți alăturate, cealaltă numai trei. Subsolul este format din două hrube ce ocupă, fiecare din laturile longitudinale legate între ele înspre Lipscani printr-o încăpere spațioasă, iar înspre Gabroveni printr-un culoar lat de circa 1,50 m. Inițial părțile laterale au beneficiat numai de parter alcătuit din câte o sala lungă și înalta, cu bolți avella, compartimentată cu ziduri ușoare care compuneau fostele prăvălii. Camerele la etaj se găseau numai pe capetele de-sud și de nord. Exceptând etajul adăugat părții vestice, totul se prezintă unitar, dând un echilibru construcției care poartă amprenta unui autentic pasaj comercial. O alternanță de uși și ferestre cu tâmplării metalice masive, dau curții un aspect aparte. Zona inferioară a pereților a fost placată cu plăci de piatră, iar scările de piatră indică locurile de acces în fostele prăvălii.
Ansamblul arhitectural se află în stare avansată de degradare, în cea mai mare parte bolțile sunt deteriorate, pereții și elementele de structură de la etaj sunt dărâmate. După un studiu efectuat în 1997, a fost montată o construcție provizorie de susținere a stâlpilor și a planșeelor, a pereților în mare parte înclinați și curbați. Ulterior clădirea a fost și mai mult degradată de un incendiu.

## Restaurarea
În 2006, ArCuB - Centrul de Proiecte Culturale al Primăriei Municipiului București, în colaborare cu Ministerul Culturii, a demarat Proiectul de Restaurare și Extindere a Hanului Gabroveni – Pasajul Comercial, având ca obiectiv major restaurarea și consolidarea vechiului han, fără ca elementele reprezentative să fie alterate. Finisajele și ornamentele au fost recompuse după standardele epocii. Autenticitatea aspectului final este garantată de metode inedite de lucru. Peste 300.000 de cărămizi din zidurile cu o vechime de peste 200 de ani au fost înlocuite individual, iar ornamentele turnate în metal ale porții au fost recompuse de la zero.
După terminarea restaurării, în toamna anului 2014 hanul a devenit al noul sediu al ArCuB, cel anterior a fost în Palatul Societății Funcționarilor Publici.